# 張吉安
張吉安（1978年2月14日—）是一名馬來西亞導演、鄉音考古人、廣播人、主持人、作家與社區藝術工作者。
曾擔任馬來西亞國家電台愛FM晚間時段的藝文節目廣播人，長達12年。
2020年憑電影《南巫》獲得第57屆金馬獎最佳新導演獎、國際影評人費比西獎（Prix FIPRESCI）、奈派克獎（NETPAC, Network for Promotion of Asian Cinema）和亞洲電影觀察團推薦獎。2021年，受邀擔任第58屆金馬獎決選評審之一。2023年，憑第二部電影《五月雪》入選第80屆威尼斯影展「威尼斯日單元」國際競賽，並舉行世界首映。

## 簡歷
2000年，影視系畢業後，前後任職影視剪接師、星洲日報社會新聞記者、電視靈異節目編導，兼職民歌餐廳駐唱、劇場工作等，並在2005年加入馬來西亞國家廣播電台愛FM，任職主播兼節目制作人長達12年，涉略方言、華樂、電影、劇場、爵士、搖滾、電音等。2011年，榮獲「安卡莎國家廣播大獎：最佳男廣播人」，成為史上首位以中文節目榮獲此殊榮的大馬華裔廣播員，此乃大馬新聞局自1970年，每5年一次的國家級別廣播電視頒獎典禮。2017年6月30日，離開深耕12年的廣播歲月，重返影視工作。 原因是在電台服務12年後，續約之際突遭要求呈交已遺失的中學教育文憑（SPM）為条件，弔詭是電台不接納他呈上的大馬高等教育STPM和大學學位文憑；這當中亦因參與淨選盟數十萬群眾遊行，抗議納吉政府貪腐之後而受到為難。無奈下，他打造的5項節目也隨之在6月28日至30日熄燈。
兒時成長於馬泰邊界的吉打州，父親是當地助人驅魔的華裔解降師和乩童。5歲那年經歷一場大火，幼小心靈大受驚嚇，一度患社交恐懼和輕微自閉，而後透過投入劇場舞蹈和藝術治療，走出童年陰影。從小經常觀看鄰國泰國電視臺播放一些較為冷門並配上泰語的中文電影，比如侯孝贤、杨德昌的電影，其中令他印象最深刻的是泰語版的《童年往事》，深受啟發，因此從小學到中學的誌願欄上都寫著「導演」，中學畢業後也順利地念上大眾傳播影視系。
2005年，為搶救老社區和民間田調工作而發起《鄉音考古》計劃，提著錄音器材行腳在大馬各大鄉鎮，採集各個籍貫老人口述，內容涵蓋下南洋、二戰經歷、民俗野史、口傳歌謠、戲班曲藝、513事件等。同年加入廣播電台，期間認識了馬來導演 Yasmin Ahmad 雅絲敏阿末，在她的鼓勵下，重新執筆再踏上編劇之路。同時也發起守護茨廠街社區藝術計畫，在地進行口述歷史長達15年之久，最終成功捍衛老社區古蹟免受拆建。
2009年，張吉安因雙溪毛諾麻瘋病院抗議事件，到當地進行社區藝術。之後和友人意外闖入後山一片無名墓園，啟發拍攝一部關於513事件的短片《義山》。從此，每年的5月13日和清明時節都會翻越荒野，到墓地守候來掃墓的家屬和進行取材，之後這些資料和觀察鏡頭也成為他創作的素材。2017年，以首部短片《義山》入圍第22屆韓國釜山國際釜影展Wide Angle競賽單元。
2018年，首部電影企劃案《南巫》榮獲2018金馬創投「內容物數位獎」，作品改編自童年真實經歷，以父親遭村人下降頭事件為引體，實則延伸至人界、邊界、巫界、國族和離散命題。
2020年，首部電影《南巫》提名第57屆金馬獎「最佳原著劇本」，並獲得「最佳新導演」、「國際影評人費比西獎」（Prix FIPRESCI）、「奈派克獎」（NETPAC, Network for Promotion of Asian Cinema）和「亞洲電影觀察團推薦獎」。 ；同時第二部長片企劃案《五月雪》，入圍本屆金馬創投，並榮獲「法國電影文化局CNC現金獎」。
2020年，第二部電影企劃案《五月雪》榮獲2020金馬創投「法國電影中心CNC獎」，故事環繞一個戲班和娘惹家族經歷大馬1969年513歷史事件為背景，2022年5月完成拍攝。本片入選第80屆威尼斯影展平行單元「威尼斯日」國際競賽，並於2023年9月4日舉行世界首映。同年9月，《五月雪》榮膺第60屆金馬獎開幕片，緊接入圍該屆金馬獎9項大獎，創下個人入圍紀錄，包括最佳導演、最佳改編劇本、最佳原創電影音樂和最佳電影歌曲（作詞），也創下馬來西亞導演作品首度入圍金馬獎之最。
2022年，第三部電影企劃案《金蘭荖葉》榮獲2022金馬創投「百萬首獎」，改編自大馬最後一位廣東媽姐，晚年時期守住老社區的口述故事。

## 主持和著作

### 廣播節目
- 2005年4月1日 - 2017年6月30日 《安全考古地帶》
- 2005年4月1日 - 2017年6月30日 《鄉音考古》
- 2006年4月1日 - 2017年6月30日 《華樂新當家》
- 2007年4月1日 - 2017年6月30日 《吉興造音》
- 2007年4月1日 - 2017年6月30日 《友人漫遊》

### 出版著作/唱片
- 2009年《鄉音考古：探尋.發掘.採集》
- 2010年《鄉音回家》年味專輯（CD專輯製作人/演唱者）
- 2012年《Rasa Sayang Jalan Sultan：全民老街》（CD專輯製作人/演唱者）
- 2013年《八府巡按.八音乩童》
- 2019年《鄉音考古：探尋土地上的百年祖歌》

## 電影執導作品

### 短片
- 2017《義山》- 入選第22屆釜山國際電影節「Wide Angle」競賽單元
- 2021《疫外》- vivo手機年度廣告微電影[8]
- 2022《狼牙的御女》- 入選2022金馬國際影展[9]

### 長片
- 2020《南巫》
- 2023《五月雪》
- 2024《愛情城事－淡水伊人》
- 2024《搖籃凡世》
- 待定《地母》
- 待定《金蘭荖葉》

## 配音作品
- 《民间秘方档案》（旁白[10]）

## 影評
釀電影 / 主編張硯拓 ：「《南巫》的符號多元性以及藝術性縱深，跟其他金馬電影截然不同。尤其新導演往往努力要講好故事、論述議題、或表達情感，但《南巫》要成為一個時空膠囊，是文化、記憶的膠囊，封存了創作者的藝術氣場。劇中不只有多方信仰，有象嶼山的獨特地貌，有吉打流傳千年、混合馬來和暹羅文化的皮影戲（Wayang Kulit Gedek），還融入了現代舞。」
一頁華爾滋 Let Me Sing You A Waltz ：「《南巫》無論格局，架構，畫面皆屬上乘之作，神秘詭譎的氛圍緩緩蔓延出一種魔幻的奇異美感，獨特配樂帶著敬畏，詩意鏡頭帶著關懷，在地貌、人文與鄉土靜謐交織的邊界處，透過傳統信仰的詮釋與尋求解答的過程，為自己也為當地人們重新找回身分的認同，喚醒自我的歸屬，以及凝聚得以照亮集體黑暗的撫慰人心之力量。」
聞天祥 ：「張吉安把《南巫》帶離南洋降頭總被歸於奇情恐怖片的刻板傳統，賦予生活的質感......而且出乎意料，內容底藴愈豐富，形式手法卻更內斂。」

## 獎項及提名
《南巫》於2020年11月頒發的第57届金馬獎入圍2大獎項，包括最佳新導演和最佳原著劇本，並獲得最佳新導演。本片也獲得三個金馬賽外獎：國際影評人費比西獎（Prix FIPRESCI）、奈派克獎（NETPAC, Network for Promotion of Asian Cinema）、亞洲電影觀察團推薦獎。
| 類別                           | 頒獎日期       | 獎項                       | 作品                                     | 結果 | 參考                 |
| ------------------------------ | -------------- | -------------------------- | ---------------------------------------- | ---- | -------------------- |
| 金馬創投會議                   | 2018年11月15日 | 內容物數位電影獎           | 《南巫》 張吉安                          | 獲獎 |                      |
| 金馬影展                       | 2020年11月18日 | 奈派克獎                   | 《南巫》 張吉安                          | 獲獎 | [ 11 ] [ 12 ] [ 13 ] |
| 金馬影展                       | 2020年11月18日 | 亞洲電影觀察團推薦獎       | 《南巫》 張吉安                          | 獲獎 | [ 11 ] [ 12 ] [ 13 ] |
| 金馬影展                       | 2020年11月20日 | 國際影評人費比西獎         | 《南巫》 張吉安                          | 獲獎 | [ 14 ]               |
| 第57届金馬獎                   | 2020年11月21日 | 最佳新導演                 | 《南巫》 張吉安                          | 獲獎 | [ 15 ]               |
| 第57届金馬獎                   | 2020年11月21日 | 最佳原著剧本               | 《南巫》 張吉安                          | 提名 | [ 15 ]               |
| 第12屆中國青年電影手冊年度盛典 | 2021年3月28日  | 年度華語十佳影片           | 《南巫》 張吉安                          | 獲獎 | [ 16 ]               |
| 第12屆中國青年電影手冊年度盛典 | 2021年3月28日  | 年度新導演                 | 《南巫》 張吉安                          | 獲獎 | [ 16 ]               |
| 第45屆香港國際電影節           | 2021年4月11日  | 火鳥大獎國際影評人費比西獎 | 《南巫》 張吉安                          | 獲獎 | [ 17 ] [ 18 ]        |
| 第25屆加拿大蒙特利爾奇幻電影節 | 2021年8月15日  | 加拿大影評人協會電影獎     | 《南巫》 張吉安                          | 獲獎 |                      |
| 金馬創投會議                   | 2020年11月18日 | 法國電影中心CNC獎          | 《五月雪》                               | 獲獎 |                      |
| 金馬創投會議                   | 2022年11月17日 | 百萬首獎                   | 《金蘭荖葉》                             | 獲獎 |                      |
| 第80屆威尼斯影展「威尼斯日」   | 2023年9月7日   | 電影藝術獎                 | 《五月雪》                               | 獲獎 | [ 19 ]               |
| 第60届金馬獎                   | 2023年11月25日 | 最佳劇情片                 | 《五月雪》                               | 提名 |                      |
| 第60届金馬獎                   | 2023年11月25日 | 最佳導演                   | 《五月雪》 張吉安                        | 提名 |                      |
| 第60届金馬獎                   | 2023年11月25日 | 最佳改編劇本               | 《五月雪》 張吉安                        | 提名 |                      |
| 第60届金馬獎                   | 2023年11月25日 | 最佳原創電影音樂           | 《五月雪》 余家和、張吉安                | 提名 |                      |
| 第60届金馬獎                   | 2023年11月25日 | 最佳電影歌曲               | 《五月的人》 詞：張吉安 曲：Aki 唱：萬芳 | 提名 |                      |
| 第48屆香港國際電影節           | 2024年4月7日   | 火鳥大獎 最佳電影          | 《五月雪》 張吉安                        | 獲獎 | [ 20 ]               |

## 延伸阅读
[在维基数据编辑]

## 外部連結
- 張吉安的Facebook專頁
- YouTube上的張吉安頻道